# Ривилья, Фелисьяно
Фелисья́но Муньо́с Риви́лья (исп. Feliciano Muñoz Rivilla; 21 августа 1936, Авила — 6 ноября 2017, Мадрид) — испанский футболист, защитник. Чемпион Европы 1964.

## Карьера
В начале своей карьеры играл за «Реал» из Авилы. 28 декабря 1955 года он был куплен «Атлетико Мадрид», а затем побывал в аренде в «Реал Мадрид Кастилья» и «Райо Вальекано».
В 1956 году он вернулся в «Атлетико Мадрид». Он дебютировал в Ла Лиге 21 сентября 1958 в матче против «Валенсии». Ривилья выиграл одну Ла Лигу и три Копа дель Рей. С «Атлетико» также выиграл Суперкубок Европы.
Ривилья ушёл из футбола в 1968 году после десяти сезонов в Ла Лиге с «Атлетико Мадрид». Он сыграл 356 матчей во всех соревнованиях с «Атлетико», 244 из которых в национальной лиге, 66 в Копа дель Рей и 46 в еврокубках. За это время забил 7 голов. Он сыграл 26 игр в испанской сборной. Ривилья дебютировал 10 июля 1960 в матче против сборной Перу. Он выиграл чемпионат Европы в 1964 году, сыграв во всех играх.
Награждён серебряной медалью испанского королевского ордена Спортивных заслуг.
Скончался 6 ноября 2017 года.

## Достижения
- Чемпионат Испании: 1965/66
- Кубок Испании: 1959/60, 1960/61, 1964/65
- Кубок обладателей кубков: 1961/62
- Чемпионат Европы: 1964